# Die Olsenbande fährt nach Jütland

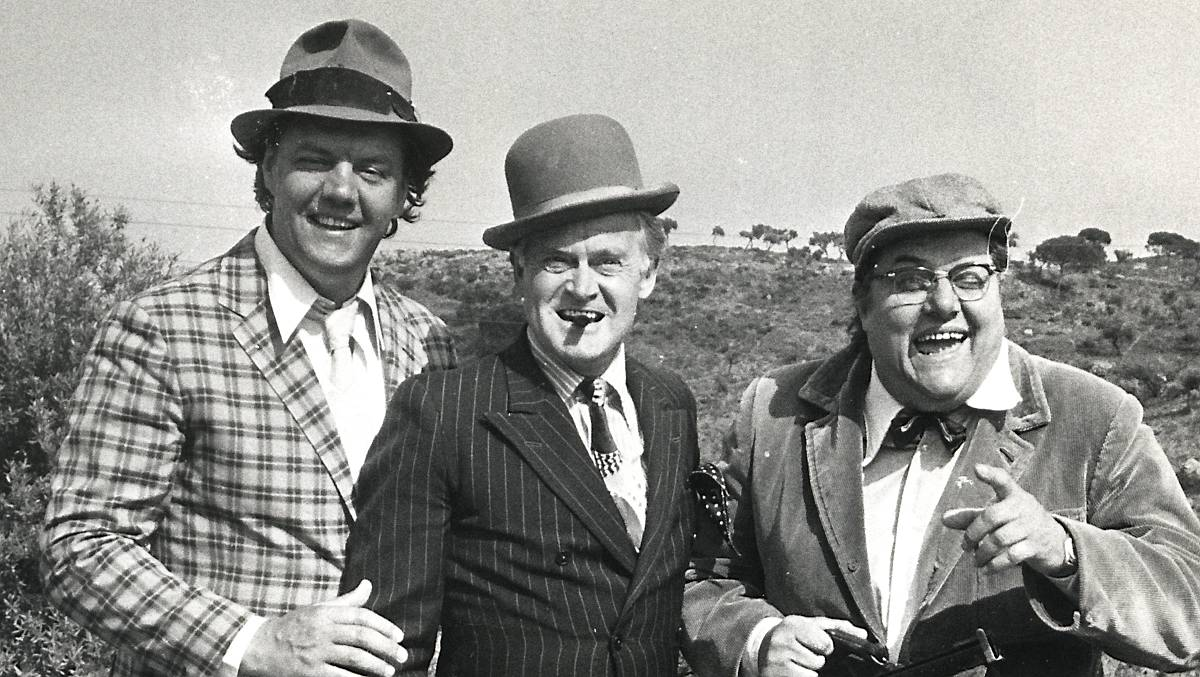
Die Olsenbande (von links: Benny, Egon, Kjeld) auf Mallorca bei Dreharbeiten zum Film Der (voraussichtlich) letzte Streich der Olsenbande.

Die Olsenbande fährt nach Jütland ist der dritte Film mit der Olsenbande.

## Handlung
Im Gefängnis hat Bandenchef Egon Olsen den Plan eines Bunkers erhalten, der von der deutschen Wehrmacht im Zweiten Weltkrieg an der Nordseeküste in Jütland erbaut worden war. Wie Egon erfahren hat, sollen dort noch immer große Reichtümer lagern, von denen außer ihm niemand mehr wisse. Die Bande reist also mit Sack und Pack nach Jütland – dessen Bewohner in Kopenhagen nicht gerade angesehen sind – und macht sich auf die Suche nach dem Bunker. Durch eine Autopanne geraten sie an den Schrotthändler Mads Madsen und dessen stummen Gehilfen Betterøv. Wie sich herausstellt, befindet sich der Strand mit den Bunkern ganz in der Nähe. Dort angekommen, muss die Bande jedoch enttäuscht feststellen, dass der Bunker inzwischen größtenteils unter Wasser liegt und die Bergung des Schatzes sehr schwierig werden wird.
Um sich Startkapital zu besorgen, versucht Egon bei Nacht Mads Madsens Tresor zu öffnen, wird jedoch dabei von Madsen erwischt. Als die Bande ihn gezwungenermaßen in ihr Vorhaben einweiht, erklärt er sich bereit, sie gegen eine Beteiligung von 50 Prozent mit Ausrüstungsgegenständen zu unterstützen.
Es stellt sich jedoch heraus, dass außer der Olsenbande noch zwei weitere Personen um das Geheimnis des Schatzes wissen: Karin, eine ehemalige Einwohnerin des Ortes, und ihr Begleiter, der Ganove Rico. Während Rico oft überhitzt handelt und sogar Børge entführt (der ihn allerdings sehr schnell überlisten und fliehen kann), versucht Karin, sich mit dem Leutnant anzufreunden, der einen kleinen, über den Bunkern gelegenen Militärstützpunkt befehligt.
Dennoch gelingt es der Olsenbande, den Schatz (der aus Dollarnoten sowie aus Goldbarren besteht) aus dem Bunker zu bergen und nach einer wilden Verfolgungsjagd auch Rico abzuschütteln. Einhellig beschließt die Bande, sich nicht an die Abmachung mit Mads Madsen zu halten und gleich zum Flughafen zu fahren. In diesem Moment bleibt das Auto liegen. Da gleich darauf wie durch Zufall Betterøv mit seinem Abschleppwagen auftaucht, ist anzunehmen, dass er das Auto manipuliert hat. Betterøv bringt die widerstrebende Bande zurück zu Mads Madsen, wo die Beute gemäß der Abmachung geteilt wird. Auf Madsens Vorschlag behält er die Goldbarren, während die Olsenbande die Dollarnoten bekommt.
Während Benny, Kjeld, Yvonne und Børge in einem Café in Thisted den neuen Reichtum feiern, bringt Egon das Geld zur Sparkasse. Durch Zufall entdecken sie jedoch, dass es sich bei den Dollarnoten um Falschgeld handelt – und hören in diesem Moment auch schon die Polizeisirenen, die auf Egons neuerliche Verhaftung hindeuten. Schließlich wird er mit einem Polizeiwagen nach Kopenhagen überführt, während die anderen per Bahn nach Hause reisen.
Mads Madsen hat aber auch nichts von der Beute, da Rico sie ihm stiehlt. Jedoch wird auch Rico nicht glücklich mit dem Gold, da Betterøv seinen Fluchtwagen mit dem Gold darin mittels seiner Schrottpresse vernichtet.

## Entstehungsgeschichte
Die Olsenbande fährt nach Jütland ist der einzige Olsenbandenfilm, der zum größten Teil außerhalb von Kopenhagen gedreht wurde. Die Dreharbeiten in der Region Thy im Nordwesten Jütlands dauerten vom 18. Mai bis zum 23. Juni 1971. Der Drehort für Mads Madsens Anwesen sowie der Strand mit den Bunkern befanden sich in Vigsø, weitere Drehorte wie das militärische Sperrgebiet mit den an Land befindlichen Bunkeranlagen, die zum Atlantikwall gehörten, oder das Hotel, in dem Karin und Rico absteigen, lagen im nahen Hanstholm (→ Festungsanlage Hanstholm). Weitere Drehorte befanden sich am Flugplatz und im Stadtzentrum von Thisted sowie im äußersten Süden von Thy in Agger.
Entgegen den ursprünglichen Planungen wurden die Szenen im Inneren der Bunkeranlagen nicht an den Originalschauplätzen gedreht, sondern in den Kopenhagener Studios, da die dicken Stahlbetonmauern die Kommunikation per Funk behinderten.

## Deutsche Synchronisationen
Von diesem Film soll es drei deutsche Synchronfassungen geben: Neben der verbreiteten DEFA-Fassung von 1972 eine westdeutsche Kinofassung von 1973 (Die Olsen-Bande in Jütland) sowie die Fassung des ZDF von 1989 (Goldgräber am Nordseestrand). Die Existenz einer westdeutschen Kinosynchro ist allerdings keinesfalls erwiesen, es ist im Gegenteil wahrscheinlich, dass die DEFA-Fassung verwendet wurde wie bei Der Tag der Eule, da es keinen offiziellen Kinostart gab und der Film nur in den 16-mm-Verleih ging.
Bei der DEFA wurde Egon zum ersten Mal von Karl Heinz Oppel und Kjeld zum einzigen Mal von Helmut Müller-Lankow synchronisiert. Peter Dommisch war erneut die deutsche Stimme von Benny. Heide Kipp hatte ihren einzigen Auftritt als Yvonne-Sprecherin, während Børge von Karl Heinz Oppels Sohn Sebastian gesprochen wurde. Der bekannte Schauspieler Herbert Köfer sprach den Leutnant, Horst Schön den Gangster Rico und Barbara Adolph für Helle Virkner (Karin). Die Synchronregie führte Hella Graf.
In der ZDF-Synchronisation wirkten neben den Stammsprechern (Harry Wüstenhagen als Egon, Wilfried Herbst als Benny, Hans-Jürgen Wolf als Kjeld und Regina Lemnitz als Yvonne) unter anderem die Synchronsprecher Andreas Hanft als Mads Madsen und Volker Brandt als Rico mit.

## Bedeutung
Innerhalb der Filmreihe markiert dieser Film einen wichtigen Meilenstein: Von diesem Film an sind der Humor und die Dramaturgie der Olsenbandenfilme im Sinne eines weitgehend ähnlichen Ablaufs gefestigt, während sie sich in den ersten beiden Filmen noch stark von den jeweils späteren Produktionen unterschieden hatten.
Die Olsenbande fährt nach Jütland  zählt zu den beliebtesten Filmen der Reihe. Reisen zu den Drehorten sind ein wichtiger Bestandteil der Fankultur. Im August 2006 fand in Thisted und Umgebung ein mehrtägiges, durch den Olsenbandenfanclub Deutschland organisiertes Olsenbanden-Event statt, auf dem u. a. Morten Grunwald als Ehrengast anwesend war.